# Никулкино (Вологодская область)
Никулкино — деревня в Грязовецком районе Вологодской области.
Входит в состав Сидоровского муниципального образования, с точки зрения административно-территориального деления — в Сидоровский сельсовет.
Расстояние по автодороге до районного центра Грязовца — 49 км, до центра муниципального образования Сидорово — 2 км.
По переписи 2002 года население — 10 человек.